# Distretto elettorale di Samora Machel
Il distretto elettorale di Samora Machel è un distretto elettorale della Namibia situato nella Regione di Khomas con 50.110 abitanti al censimento del 2011.
È formato da parte del territorio dei seguenti sobborghi settentrionali di Windhoek: Wanaheda, Greenwell Matongo, Goreangab e parte di Havana. 